# Poczobuty (Białoruś)
Poczobuty (biał. Пачобуты; ros. Пачёбуты) – wieś na Białorusi, w obwodzie grodzieńskim, w rejonie brzostowickim, w sielsowiecie Koniuchy.
Dawniej okolica szlachecka. W dwudziestoleciu międzywojennym wieś leżała w Polsce, w województwie białostockim, w powiecie grodzieńskim, w gminie Indura.
Według Powszechnego Spisu Ludności z 1921 roku ówczesną okolicę zamieszkiwały 223 osoby, 204 było wyznania rzymskokatolickiego, 13 prawosławnego, a 6 mojżeszowego. Wszyscy mieszkańcy zadeklarowali polską przynależność narodową. Było tu 49 budynków mieszkalnych.
Miejscowość należała do parafii rzymskokatolickiej w m. Usnarz i parafii prawosławnej w Indurze.
Podlegała pod Sąd Grodzki w Indurze i Okręgowy w Grodnie; właściwy urząd pocztowy mieścił się w Indurze.